# Квеши (Болнисский муниципалитет)
Квеши (груз. ქვეში) — село в Грузии, на территории Болнисского муниципалитета края (мхаре) Квемо-Картли.

## География
Село находится в юго-восточной части Грузии, на левом берегу реки Машаверы, на расстоянии приблизительно 5 километров (по прямой) к западо-юго-западу от города Болниси, административного центра муниципалитета. Абсолютная высота — 591 метр над уровнем моря.

## Население
По результатам официальной переписи населения 2014 года в Квеши проживало 342 человека (173 мужчины и 169 женщин). В национальной структуре населения грузины составляли 96,5 %, армяне — 2,9 %, азербайджанцы — 0,6 %.
| Год  | Население, человек |
| ---- | ------------------ |
| 2002 | 440                |
| 2014 | ↘ 342              |